# Ōtawara
Ōtawara (jap. 大田原市, -shi) ist eine Stadt in der Präfektur Tochigi in Japan.

## Geographie
Ōtawara liegt nordöstlich Utsunomiya.

## Geschichte
Ōtawara war der Sitz der Fürstenfamilie Ōtawara, die dort eine Burg errichtet hatte.
Am 1. Oktober 1954 wurde der Ort zur Stadt erhoben.
Das ehemalige Burggelände ist heute der Park Ryūjō Kōen (龍城公園).

## Verkehr
- Straße:
  - Tōhoku-Autobahn
  - Nationalstraße 4, nach Tokio oder Aomori
  - Nationalstraße 294, 400, 461
- Zug:
  - JR Tōhoku-Hauptlinie,nach Tokio oder Aomori

## Söhne und Töchter der Stadt
- Watanabe Michio (1923–1995), Politiker

## Weblinks

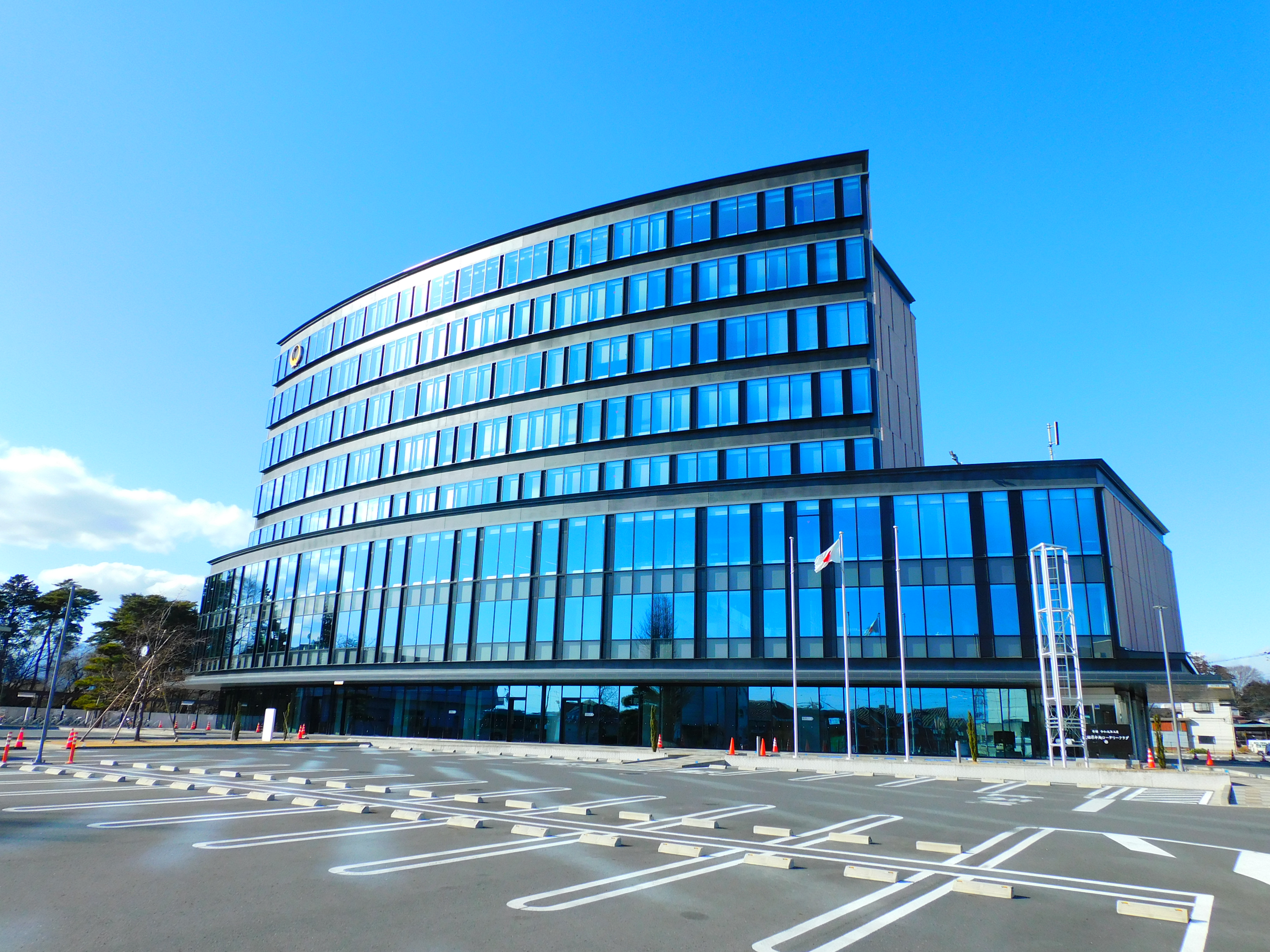
Rathaus von Otawara

## Angrenzende Städte und Gemeinden
- Präfektur Tochigi
  - Yaita
  - Sakura
  - Nasushiobara
  - Nasu
  - Nakagawa
- Präfektur Ibaraki
  - Daigo
- Präfektur Fukushima
  - Tanagura